# Hapsinotus
Hapsinotus is een geslacht van insecten uit de orde vliesvleugeligen (Hymenoptera) en de familie Ichneumonidae.

## Soorten
- H. albomaculatus Ugalde & Gauld, 2002
- H. atripleurum Townes, 1970
- H. brevicaudus Ugalde & Gauld, 2002
- H. carinatus Ugalde & Gauld, 2002
- H. convexus Ugalde & Gauld, 2002
- H. granulatus Ugalde & Gauld, 2002
- H. morenus Ugalde & Gauld, 2002
- H. nigrogena Ugalde & Gauld, 2002
- H. notaulator Ugalde & Gauld, 2002
- H. parvatus Ugalde & Gauld, 2002
- H. planifascies Ugalde & Gauld, 2002
- H. scutellatus Ugalde & Gauld, 2002
- H. singulatus Ugalde & Gauld, 2002
- H. transversus Ugalde & Gauld, 2002